# تشارلز شيلينغ
تشارلز شيلينغ (بالنرويجية: Karl Maria Schilling)‏ (و. 1835 – 1907 م) هو كاهن كاثوليكي نرويجي، ولد في أوسلو، توفي عن عمر يناهز 72 عاماً.